# Evropské hlavní město kultury

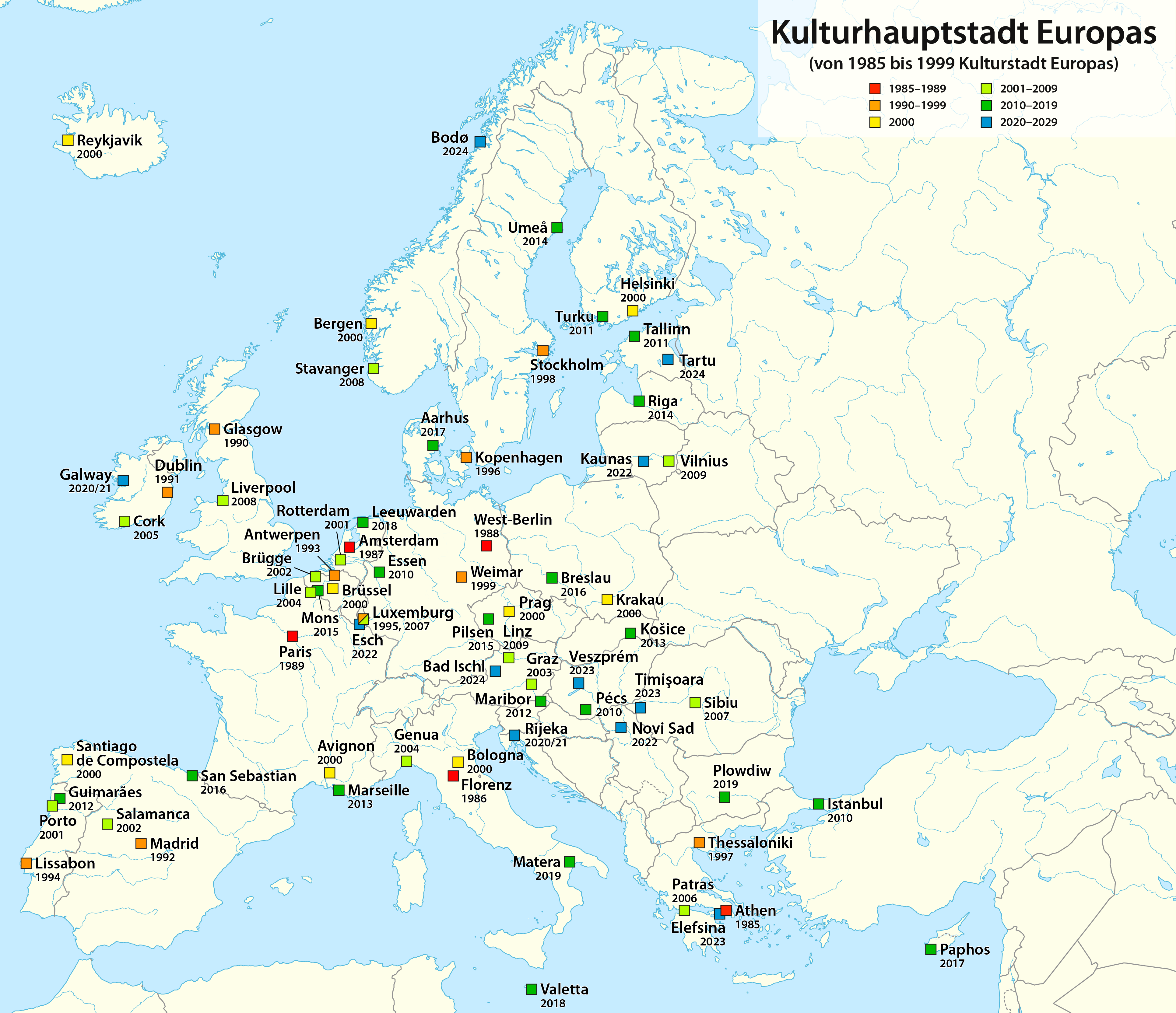
Evropská hlavní města kultury

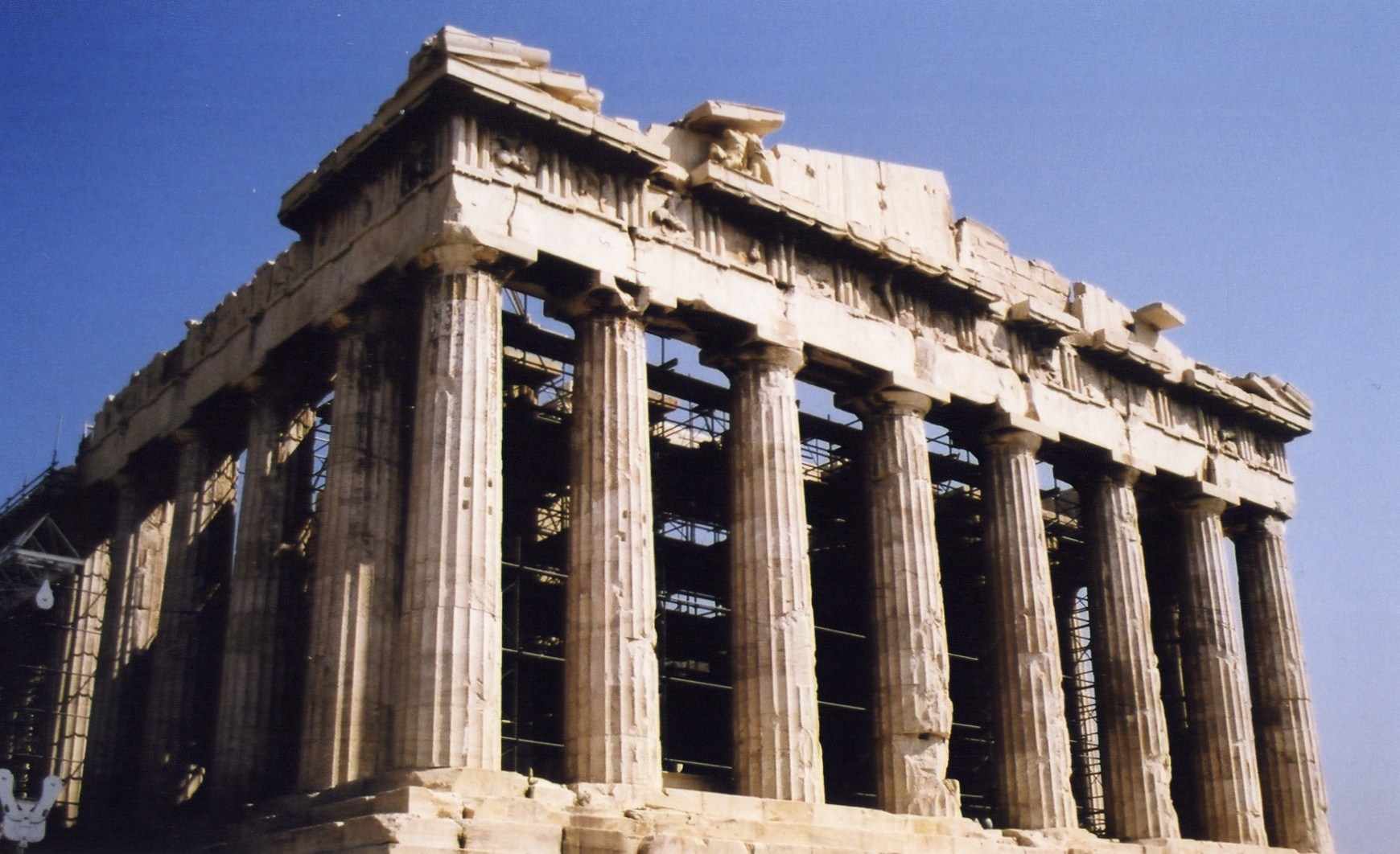
Athény (1985)

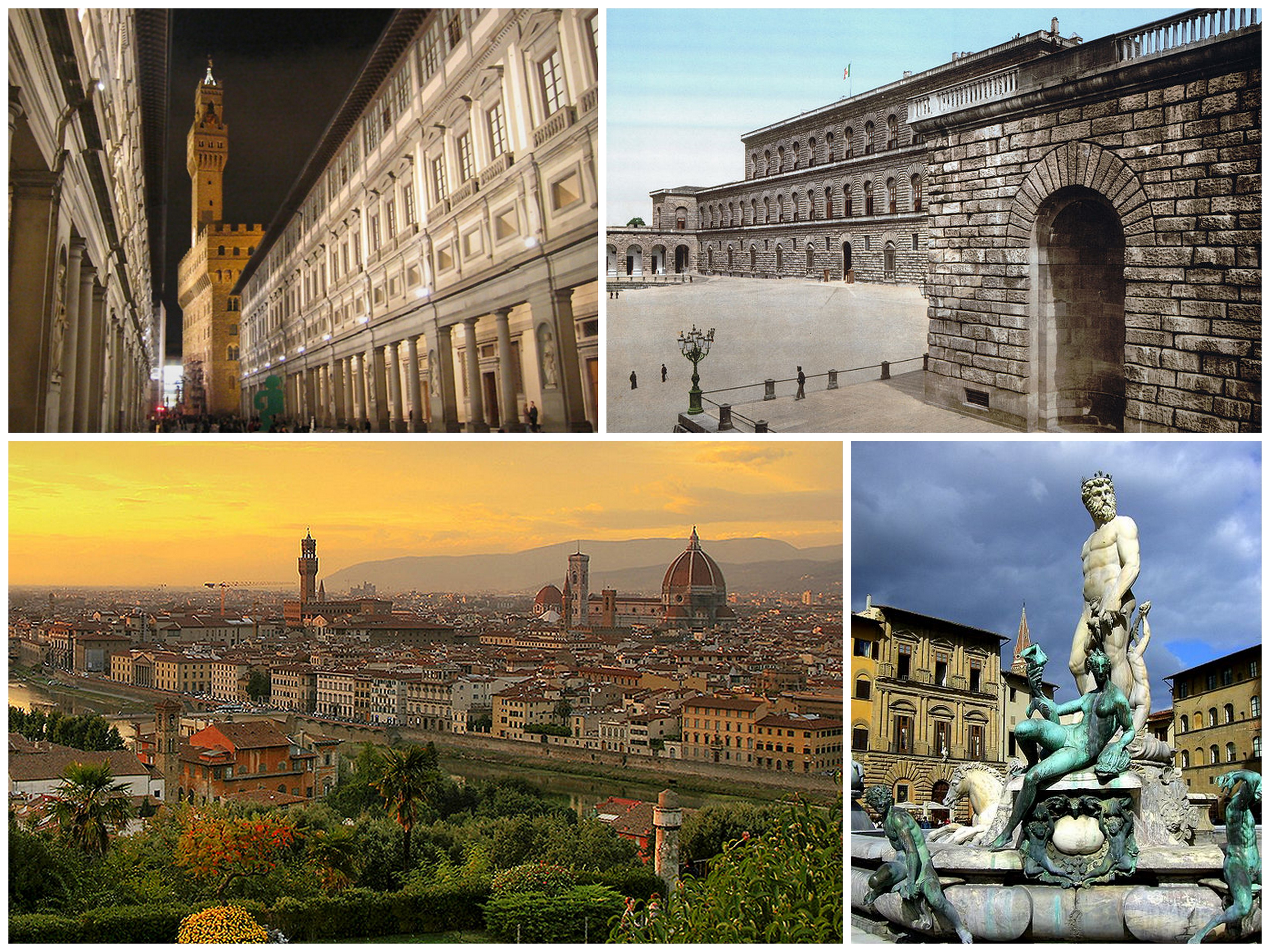
Florencie (1986)

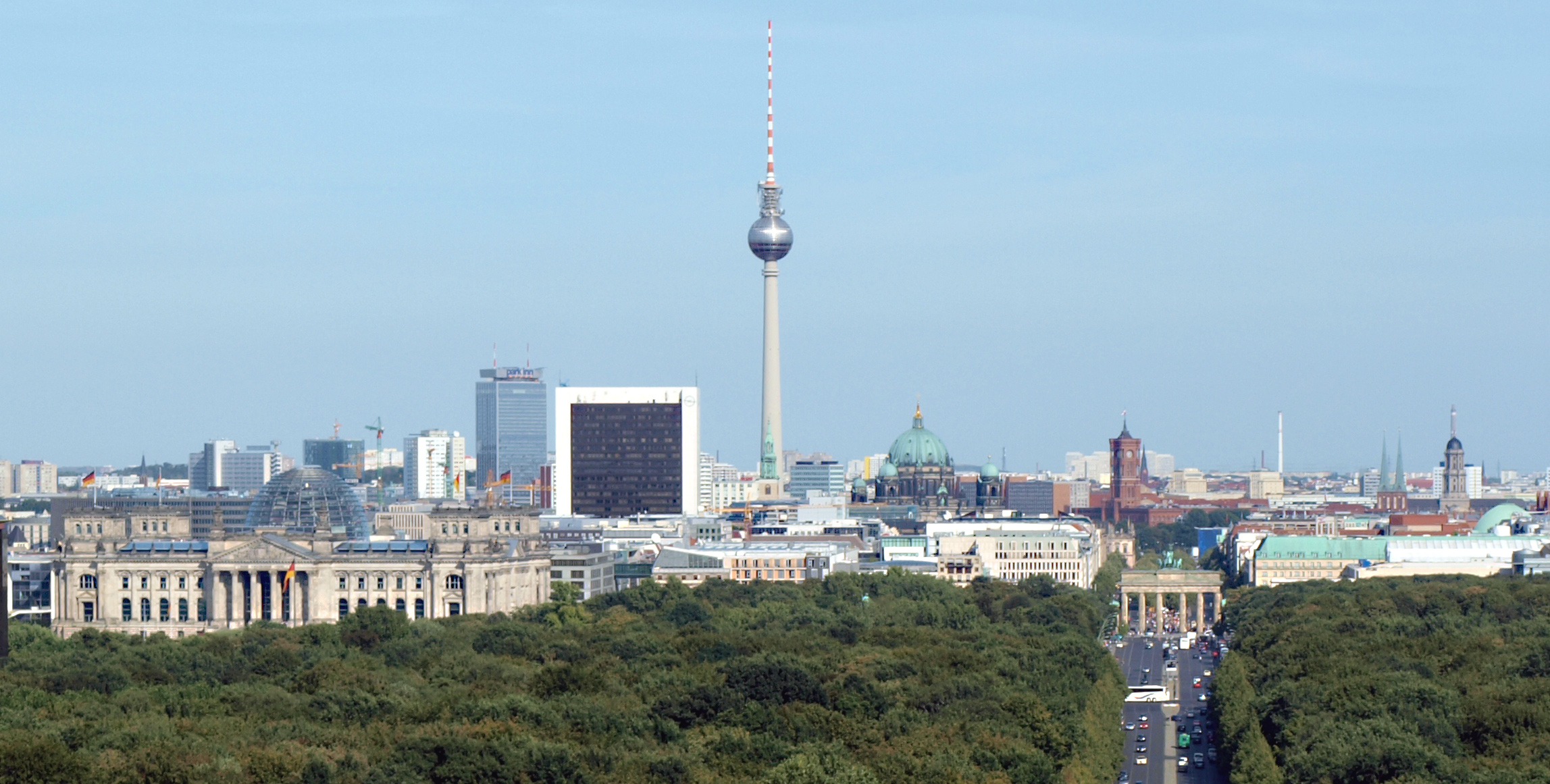
Berlín (1988)

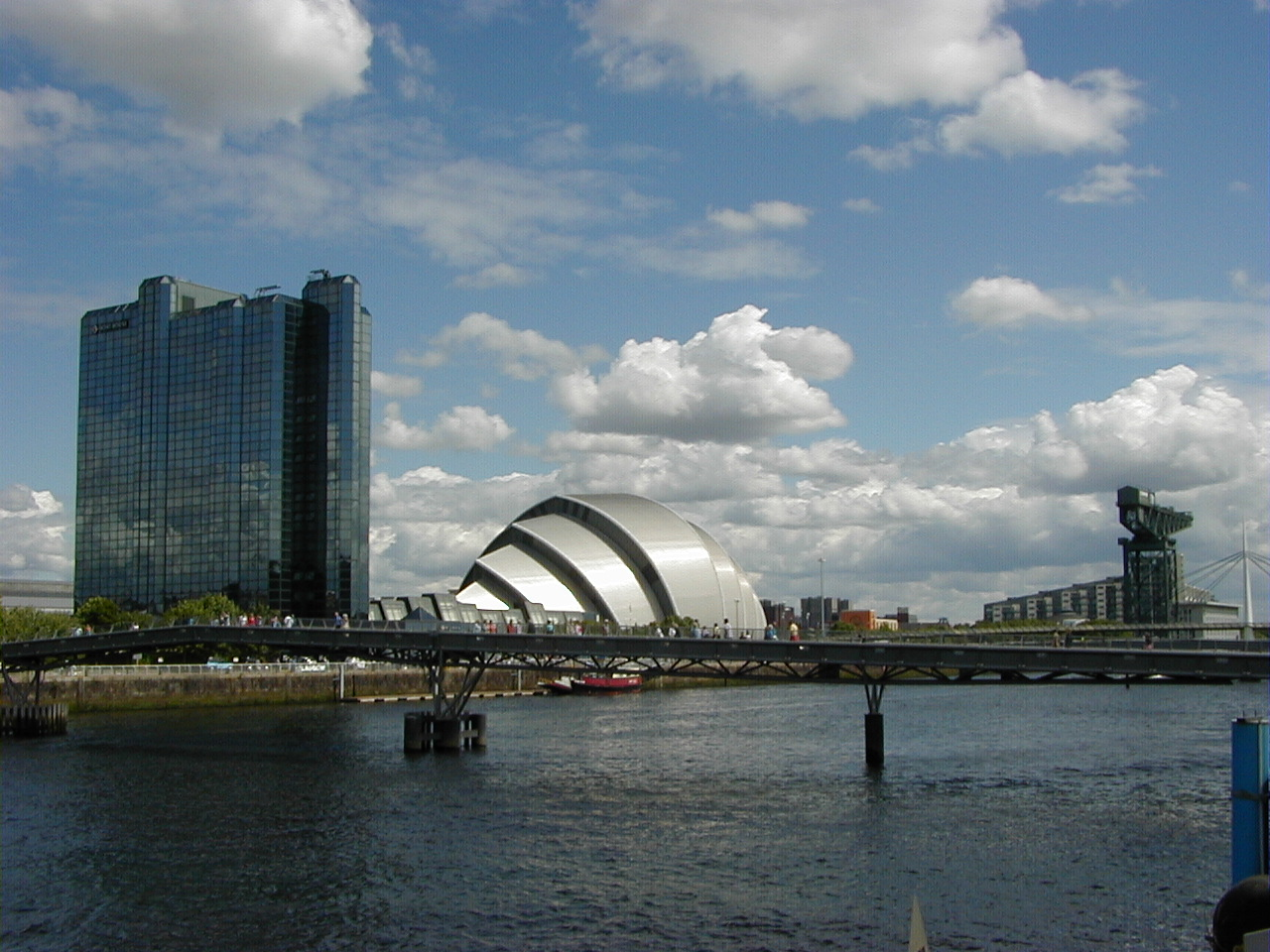
Glasgow (1990)

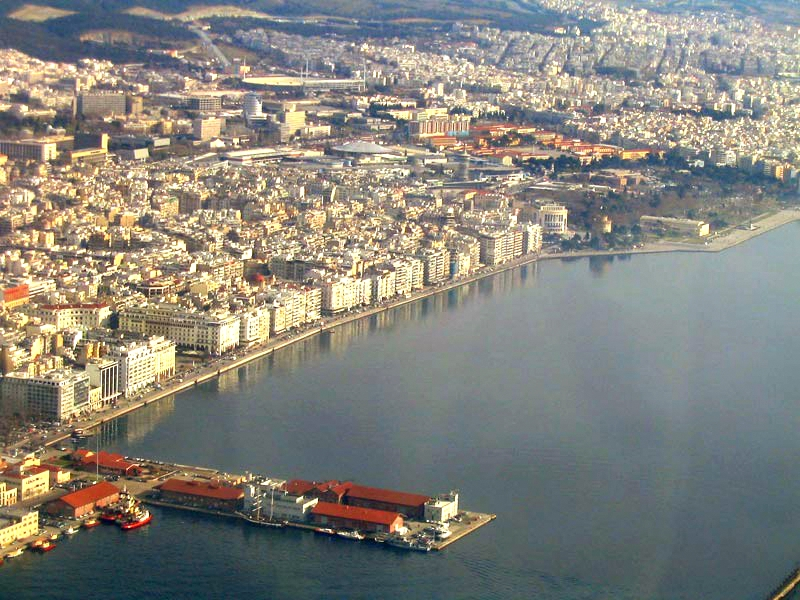
Soluň (1997)

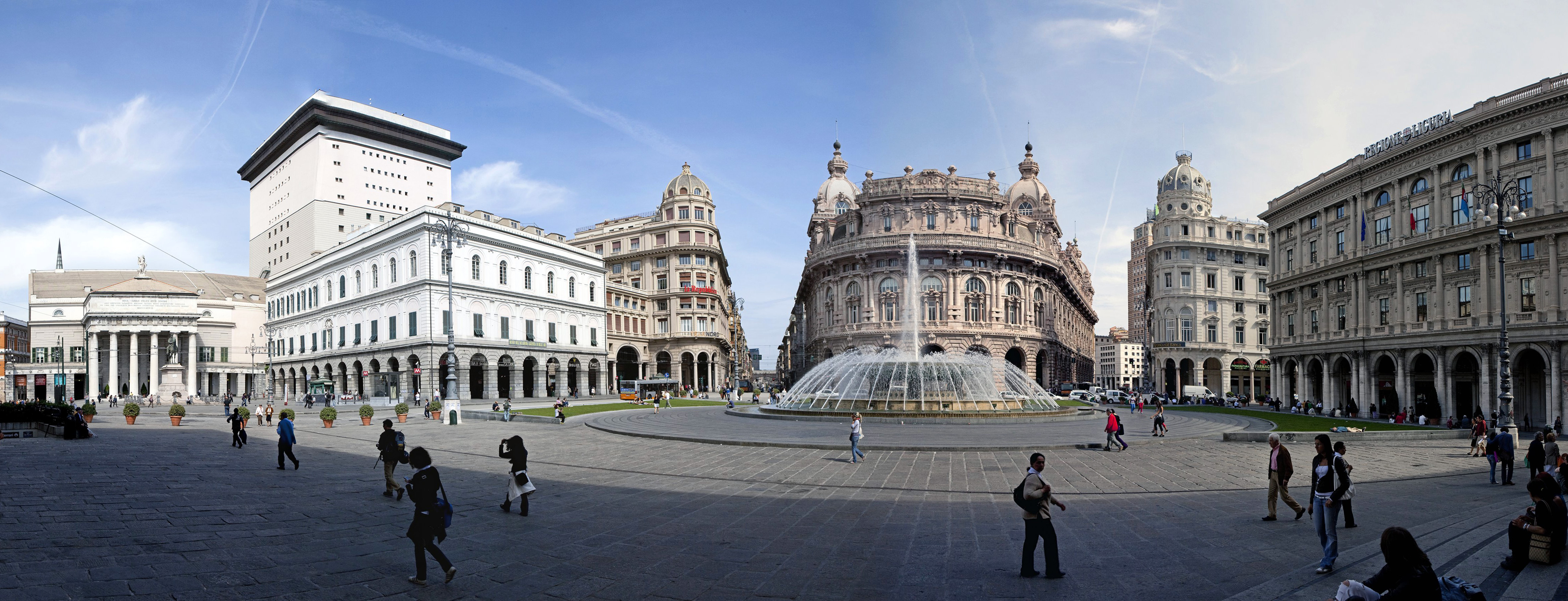
Janov (2004)

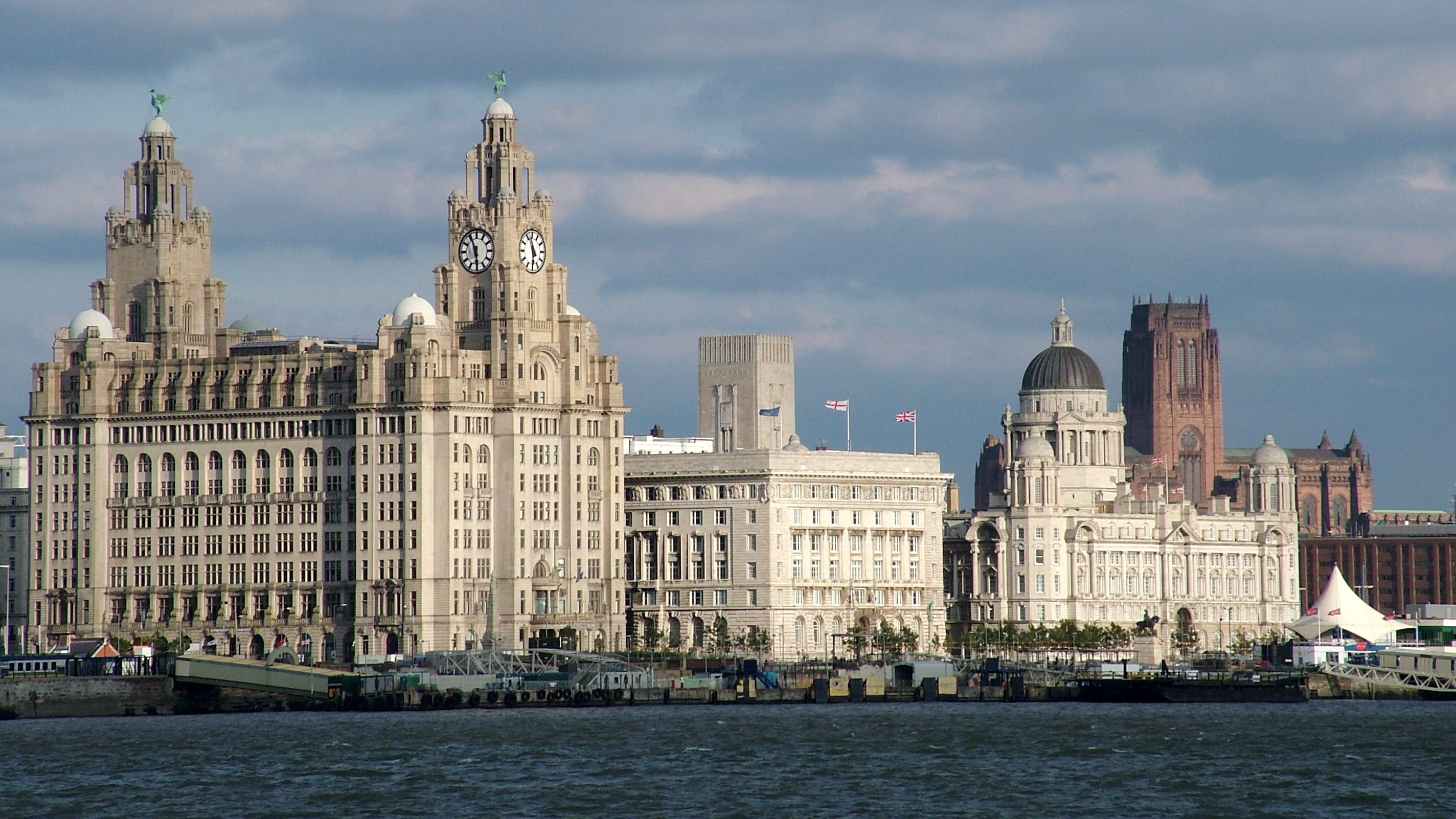
Liverpool (2008)

Titul Evropské hlavní město kultury je vždy na jeden rok propůjčován Evropskou unií jednomu či více evropským městům, která tak mají po celý rok možnost představit Evropě svůj kulturní život a jeho rozvoj. Původně byla tato města volena na základě kulturní historie, naplánovaných akcích a schopnosti projekt podpořit finančními prostředky a infrastrukturou. Nová studie z roku 2004 nyní považuje udělení titulu spíše jako podnět ke kulturnímu vývoji a změnám v daném městě.

## Historie
S myšlenkou sblížit evropská města byl projekt Evropské město kultury představen 13. července 1985 na Radě Evropské unie pod iniciativou řecké ministryně kultury Meliny Mercouriové. Od té doby se změnilo nahlížení na tuto iniciativu mezi obyvateli evropských měst a kulturní a sociálně ekonomický přínos tohoto titulu pro město stále roste díky velkému počtu návštěvníků, které přináší.
V roce 1990 ministři kultury zahájili akci zvanou Evropský kulturní měsíc. Tato událost byla podobná Evropskému městu kultury, ale trvala kratší dobu a navíc byla určena zemím mimo Evropskou unii.
V roce 1991 vytvořili organizátoři různých Evropských měst kultury síť, která dovolovala výměnu a porovnávání informací pro budoucí organizátory. Tato síť vypracovala v roce 1994 studii o přínosu Evropských měst kultury od jejich vytvoření.
V roce 1999 bylo Evropské město kultury přejmenováno na Evropské hlavní město kultury a bylo financováno programem Kultura 2000. 25. května stejného roku evropský parlament navrhl začlenit tuto událost v rámec Evropského společenství a představil nový postup výběru Evropských hlavních měst kultury v období 2005–2019. Tento návrh byl přijat, a proto každý členský stát má možnost hostit Evropské hlavní město kultury nejméně jednou.
Zástupci Evropských hlavních měst kultury, Evropských měsíců kultury, zástupci kandidátských měst a síť hlavních měst kultury mimo Evropskou unii vytvořili síť Evropských hlavních měst a Měsíců kultury (ECCM), což je nevládní organizace se sídlem na ministerstvu kultury v Lucemburku. Jejím hlavní cílem je zajišťovat výměnu poznatků a zkušeností mezi hlavními městy kultury, poskytnout nezbytnou dokumentaci a pomáhat budoucím Evropským hlavním městům kultury.

## Evropské město kultury / Evropské hlavní město kultury
| Evropské město kultury        | Evropské město kultury | Evropské město kultury | Evropské město kultury                                                |
| Rok                           | Město                  | Země                   | Web                                                                   |
| ----------------------------- | ---------------------- | ---------------------- | --------------------------------------------------------------------- |
| 1985                          | Athény                 | Řecko                  |                                                                       |
| 1986                          | Florencie              | Itálie                 |                                                                       |
| 1987                          | Amsterdam              | Nizozemsko             |                                                                       |
| 1988                          | Berlín                 | Německo                |                                                                       |
| 1989                          | Paříž                  | Francie                |                                                                       |
| 1990                          | Glasgow                | Skotsko                |                                                                       |
| 1991                          | Dublin                 | Irsko                  |                                                                       |
| 1992                          | Madrid                 | Španělsko              |                                                                       |
| 1993                          | Antverpy               | Belgie                 |                                                                       |
| 1994                          | Lisabon                | Portugalsko            |                                                                       |
| 1995                          | Lucemburk              | Lucembursko            |                                                                       |
| 1996                          | Kodaň                  | Dánsko                 |                                                                       |
| 1997                          | Soluň                  | Řecko                  |                                                                       |
| 1998                          | Stockholm              | Švédsko                |                                                                       |
| 1999                          | Výmar                  | Německo                |                                                                       |
| Evropské hlavní město kultury |                        |                        |                                                                       |
| 2000                          | Avignon                | Francie                |                                                                       |
| 2000                          | Bergen                 | Norsko                 |                                                                       |
| 2000                          | Bologna                | Itálie                 |                                                                       |
| 2000                          | Brusel                 | Belgie                 |                                                                       |
| 2000                          | Helsinki               | Finsko                 |                                                                       |
| 2000                          | Krakov                 | Polsko                 |                                                                       |
| 2000                          | Praha                  | Česko                  |                                                                       |
| 2000                          | Reykjavík              | Island                 |                                                                       |
| 2000                          | Santiago de Compostela | Španělsko              |                                                                       |
| 2001                          | Rotterdam              | Nizozemsko             |                                                                       |
| 2001                          | Porto                  | Portugalsko            |                                                                       |
| 2002                          | Bruggy                 | Belgie                 |                                                                       |
| 2002                          | Salamanca              | Španělsko              |                                                                       |
| 2003                          | Štýrský Hradec         | Rakousko               |                                                                       |
| 2004                          | Janov                  | Itálie                 |                                                                       |
| 2004                          | Lille                  | Francie                |                                                                       |
| 2005                          | Cork                   | Irsko                  |                                                                       |
| 2006                          | Patras                 | Řecko                  |                                                                       |
| 2007                          | Sibiu                  | Rumunsko               |                                                                       |
| 2007                          | Lucemburk              | Lucembursko            |                                                                       |
| 2008                          | Liverpool              | Spojené království     |                                                                       |
| 2008                          | Stavanger              | Norsko                 |                                                                       |
| 2009                          | Vilnius                | Litva                  |                                                                       |
| 2009                          | Linec                  | Rakousko               |                                                                       |
| 2010                          | Essen                  | Německo                |                                                                       |
| 2010                          | Pécs                   | Maďarsko               |                                                                       |
| 2010                          | Istanbul               | Turecko                |                                                                       |
| 2011                          | Turku                  | Finsko                 |                                                                       |
| 2011                          | Tallinn                | Estonsko               |                                                                       |
| 2012                          | Guimarães              | Portugalsko            |                                                                       |
| 2012                          | Maribor                | Slovinsko              | Maribor 2012 Archivováno 26. 7. 2017 na Wayback Machine.              |
| 2013                          | Marseille              | Francie                | Marseille 2013                                                        |
| 2013                          | Košice                 | Slovensko              | Košice 2013                                                           |
| 2014                          | Riga                   | Lotyšsko               | Rīga 2014                                                             |
| 2014                          | Umeå                   | Švédsko                | Umeå 2014                                                             |
| 2015                          | Plzeň                  | Česko                  | Plzeň 2015                                                            |
| 2015                          | Mons                   | Belgie                 | Mons 2015 Archivováno 16. 7. 2020 na Wayback Machine.                 |
| 2016                          | San Sebastián          | Španělsko              | San Sebastián 2016                                                    |
| 2016                          | Vratislav              | Polsko                 | Vratislav 2016 Archivováno 29. 7. 2017 na Wayback Machine.            |
| 2017                          | Aarhus                 | Dánsko                 | Aarhus 2017                                                           |
| 2017                          | Pafos                  | Kypr                   | Pafos 2017 Archivováno 23. 9. 2020 na Wayback Machine.                |
| 2018                          | Leeuwarden             | Nizozemsko             | Leeuwarden-Fryslân 2018                                               |
| 2018                          | Valletta               | Malta                  | Valletta 2018                                                         |
| 2019                          | Matera                 | Itálie                 | Matera 2019                                                           |
| 2019                          | Plovdiv                | Bulharsko              | Plovdiv 2019                                                          |
| 2020 — duben 2021             | Rijeka                 | Chorvatsko             | Rijeka 2020                                                           |
| 2020 — duben 2021             | Galway                 | Irsko                  | Galway 2020                                                           |
| 2021–2022                     | Kaunas                 | Litva                  | Kaunas 2022                                                           |
| 2021–2022                     | Esch-sur-Alzette       | Lucembursko            | Esch-sur-Alzette 2022                                                 |
| 2021–2022                     | Novi Sad               | Srbsko                 | Novi Sad 2021                                                         |
| 2023                          | Veszprém               | Maďarsko               | Veszprém 2023                                                         |
| 2023                          | Temešvár               | Rumunsko               | Temešvár 2021                                                         |
| 2023                          | Eleusis                | Řecko                  | Eleusis 2021                                                          |
| 2024                          | Tartu                  | Estonsko               | Tartu 2024                                                            |
| 2024                          | Bad Ischl              | Rakousko               | Salzkammergut 2024                                                    |
| 2024                          | Bodø                   | Norsko                 | Bodø 2024 Archivováno 16. 4. 2021 na Wayback Machine.                 |
| 2025                          | Nova Gorica            | Slovinsko              | Nova Gorica 2025                                                      |
| 2025                          | Saská Kamenice         | Německo                | Saská Kamenice 2025                                                   |
| 2026                          | Oulu                   | Finsko                 | Oulu 2026                                                             |
| 2026                          | Trenčín                | Slovensko              | Trenčín 2026                                                          |
| 2027                          | Liepāja                | Lotyšsko               | Liepāja 2027                                                          |
| 2027                          | Évora                  | Portugalsko            | Évora 2027                                                            |
| 2028                          | České Budějovice       | Česko                  | Budějovice 2028                                                       |
| 2028                          | Skopje                 | Severní Makedonie      | Skopje 2028                                                           |
| 2028                          | Bourges                | Francie                | Bourges 2028 kandidáti: Rouen, Bourges, Clermont-Ferrand, Montpellier |
| 2029                          | Lublin                 | Polsko                 | Lublin 2029                                                           |
| 2029                          | Kiruna                 | Švédsko                | [ 3 ]                                                                 |
| 2030                          | zatím neznámé          | Kypr                   | [ 4 ]                                                                 |
| 2030                          | zatím neznámé          | Belgie                 | [ 5 ]                                                                 |
| 2030                          | zatím neznámé          |                        |                                                                       |
| 2031                          | zatím neznámé          | Malta                  | [ 6 ]                                                                 |
| 2031                          | zatím neznámé          | Španělsko              | [ 7 ]                                                                 |
| 2032                          | zatím neznámé          | Bulharsko              |                                                                       |
| 2032                          | zatím neznámé          | Dánsko                 | [ 8 ]                                                                 |

## Evropský kulturní měsíc
- 1992:  Krakov
- 1993:  Štýrský Hradec
- 1994:  Budapešť
- 1995:  Nikósie
- 1996:  Petrohrad
- 1997:  Lublaň
- 1998:  Linec,  Valletta
- 1999:  Plovdiv
- 2001:  Basilej,  Riga